# Leptacis claviger
Leptacis claviger (лат.) — вид платигастроидных наездников из семейства Platygastridae. Океания: Новая Зеландия.

## Описание
Мелкие перепончатокрылые насекомые (длина около 1 мм). Основная окраска буровато-чёрная. Головная скульптура сетчатая, без гиперзатылочного валика; усики самки сравнительно короткие, ширина сегмента А9 в 1,5 раза больше его длины; длина мезосомы в 1,4 раза больше ширины, её высота почти в 1,1 раза больше ширины; щитковой шип вдвое короче проподеума; краевые реснички переднего крыла равны 0,15 ширины крыла. Чёрный, кроме: сегменты A1 и A2 темно-коричневые, A3 — A10 черноватые; ноги с тазиками светло-коричневые, вершинная половина задних бёдер и голеней затемнены. Усики 10-члениковые. Сходен с видами Leptacis laevipleura и Leptacis vicina. Вид был впервые описан в 2011 году датским энтомологом Петером Булем (Peter Neerup Buhl, Дания) по материалам из Новой Зеландии.